# Neoguraleus murdochi
Neoguraleus murdochi är en snäckart som först beskrevs av Harold John Finlay 1924.  Neoguraleus murdochi ingår i släktet Neoguraleus och familjen kägelsnäckor. Inga underarter finns listade i Catalogue of Life.